# Sarcófago de los esposos
El Sarcófago de los esposos (en italiano Sarcofago degli Sposi), de finales del siglo VI a. C.; es una urna cineraria etrusca antropoide, de 1,14 metros de alto por 1,9 de ancho, hecha de terracota pintada. Muestra una pareja casada reclinándose en un banquete en la otra vida (en una escena similar a las de las vasijas griegas contemporáneas). La escultura fue encontrada en 400 fragmentos en 1881 durante las excavaciones en la  necrópolis de la Banditaccia de Cerveteri (la antigua Caere). 
Esta obra se encuentra exhibida en el Museo Nacional Etrusco de Villa Giulia. Es muy similar al Sarcófago de Cerveteri, y tal vez ambas obras fueron realizadas por el mismo artista. Las dos retratan el afecto entre un hombre y una mujer, imagen nunca vista en la cultura griega con anterioridad.

## Características del arte etrusco
El arte etrusco tiene origen en Italia y se caracteriza por representar mucha vitalidad con colores vivos. Aunque los etruscos usaban materiales de calidad limitada, como la madera en arquitectura, destacaron en la elaboración de esculturas de terracota y bronce y los espejos bronceados tallados ya que querían dejar en constancia lo que eran y quienes eran; aunque las artes menores son las mejores representadas gracias a su joyería de oro y cerámica negra.
Tenían la costumbre y tradición de esculpir y pintar escenas en las que se le veían felices y disfrutando como en las fiestas y los banquetes. Como ya hemos dicho anteriormente, querían dejar constancia de quienes eran y para ello emplearon los sarcófagos, representaban figuras de los propios ocupantes. Eran tumbas bellamente pintadas, con escenas vivas. El material orgánico fue el empleado, así como el sombreado fue escaso. Concretamente esta es una tumba de cámara, lo que da lugar a que intentaban imitar su hogar.

## Contexto histórico: la civilización etrusca

### Origen de la civilización
La civilización etrusca empieza a gestarse alrededor del 1100 a. C. con la cultura de Villanova en el norte de Italia, la cual evoluciona hasta alrededor del 750 a. C., cuando ya se puede hablar propiamente de la cultura etrusca.

### Sociedad
En los inicios de la civilización, se empiezan a articular clases sociales, en las que el poder es definido por la riqueza y la expansión terrirorial, siendo los “patresfamilias” la clase más alta. Las relaciones de producción están muy condicionadas por el parentesco. También son destacables las figuras del esclavo y el extranjero.
Más tarde, se incorporarán nuevas figuras sociales, condicionadas algunas por la profesión. Algunas de ellas serían el artesanado, las “gentes” y las “clientelae”.

### Política
Entre los siglos VII y V a. C., los etruscos experimentan se época de apogeo, por el establecimiento de su aristocracia y su adopción de residentes orientales y su cultura. Etruria emprende su mayor proceso de urbanización y apogeo comercial y artesanal. Se refuerza la idea de la familia dirigida por el “paterfamilias”, principio que será fundamental en la posterior Roma. También se observa la prominente presencia de monumentos funerarios. 
Tras numerosos conflictos con otros pueblos, para el siglo IV a. C. Etruria se había debilitado enormemente. Al final, la cultura terminó romanizándose y perdiendo su identidad propia progresivamente hasta convertirse en un territorio plenamente romano.

### Religión
Los etruscos contaban con sagradas escrituras, a diferencia de otras religiones de la época, como las germánicas. Los etruscos atribuían la escritura de estos textos sagrados a Tages, el dios de la sabiduría, y a la ninfa Vegoia. El estudio de su religión ha llevado a los investigadores a intuir que el origen más arcaico de la civilización está en Asia Menor.

### Rito
Los muertos normalmente eran incinerados por cremación que implicaba una diferenciación entre alma y cuerpo; aun así la práctica consuetudinaria etrusca conllevaba la necesidad de individualización y cotidianización de los muertos: dotarlos de comodidades, objetos materiales que usasen en vida para identificarlos o recordarlos. También se han descubierto multitud de urnas cinerarias del siglo VII a. C., en otro cementerio llamado de Clusium continuando con esas formas antropomorfas no yacentes. 
Hay hipótesis que indican esta tradición como resultado de un proceso de figuración que provendría de urnas hechas por los pueblos del comienzo de la Edad del Hierro, que precedieron al arte etrusco con urnas en forma de cascos como tapaderas para contener cenizas.

## Descripción y características del sarcófago
El Sarcófago de los esposos es una de las obras maestras del arte etrusco con influencia del preclasicismo griego, donde la pareja está representada en bulto redondo, reclinados en un triclinio (una especie de cama la cual carece de respaldo) el cual tiene pequeñas piezas de bronce, con alto grado de complejidad, apoyando los codos sobre unos cojines, en un momento en el que están asistiendo a un banquete.

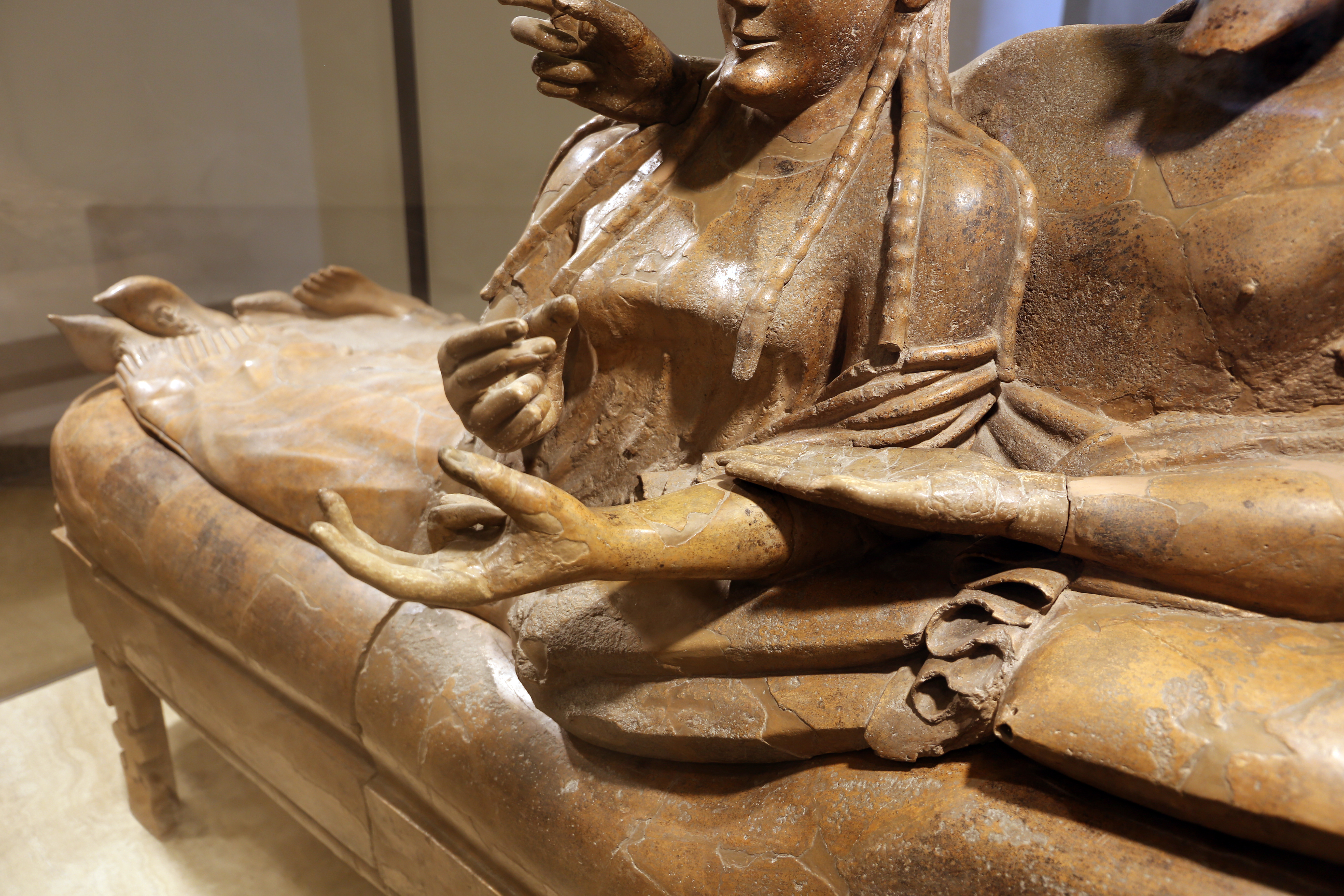
Detalle de las manos del Sarcófago de los Esposos.

Tienen una postura cómoda, la mujer aparece en un primer plano y tras ella el hombre que apoya su mano derecha sobre el hombro derecho de ella mostrando de esta forma un gesto afectivo entre ambos, mientras su mano izquierda está extendida hacia arriba; la postura de las manos de ambos evoca la presencia de objetos perdidos: ella quizás se cubría con ungüentos, gesto que también podría haber tenido un significado funerario, mientras él podría sostener en la mano unas guirnaldas o una copa.
Ambas figuras llevan el pelo muy estilizado, con trenzas estilizadas colgando bastante rígidas a los lados del cuello. En el caso de la mujer, las trenzas cuelgan por delante de cada hombro. Las trenzas del hombre cuelgan ordenadamente por detrás, extendidas por la parte superior de la espalda y los hombros. La barba y el pelo de la cabeza del hombre son bastante abstractos, sin ningún detalle interior. La mujer lleva un suave gorro sobre la cabeza; también calza zapatos con puntera puntiaguda característicamente etruscos; el hombre está descalzo. Ambas figuras presentan proporciones alargadas, propias del periodo arcaico en el Mediterráneo.
Las piernas bajo su ropaje no tienen volumen, esto nos da una idea de que el escultor no sabía cómo representar los pliegues de la ropa, que dan la impresión de ser pesadas y de gran dureza o que el escultor sólo se centraba en la parte del tronco y la cabeza, dejando claro que las prendas no se adaptan a la figura de la anatomía. También es necesario decir que el volumen y las medidas del trono no son proporcionales a las de las piernas, siendo estas más pequeñas que el tronco.

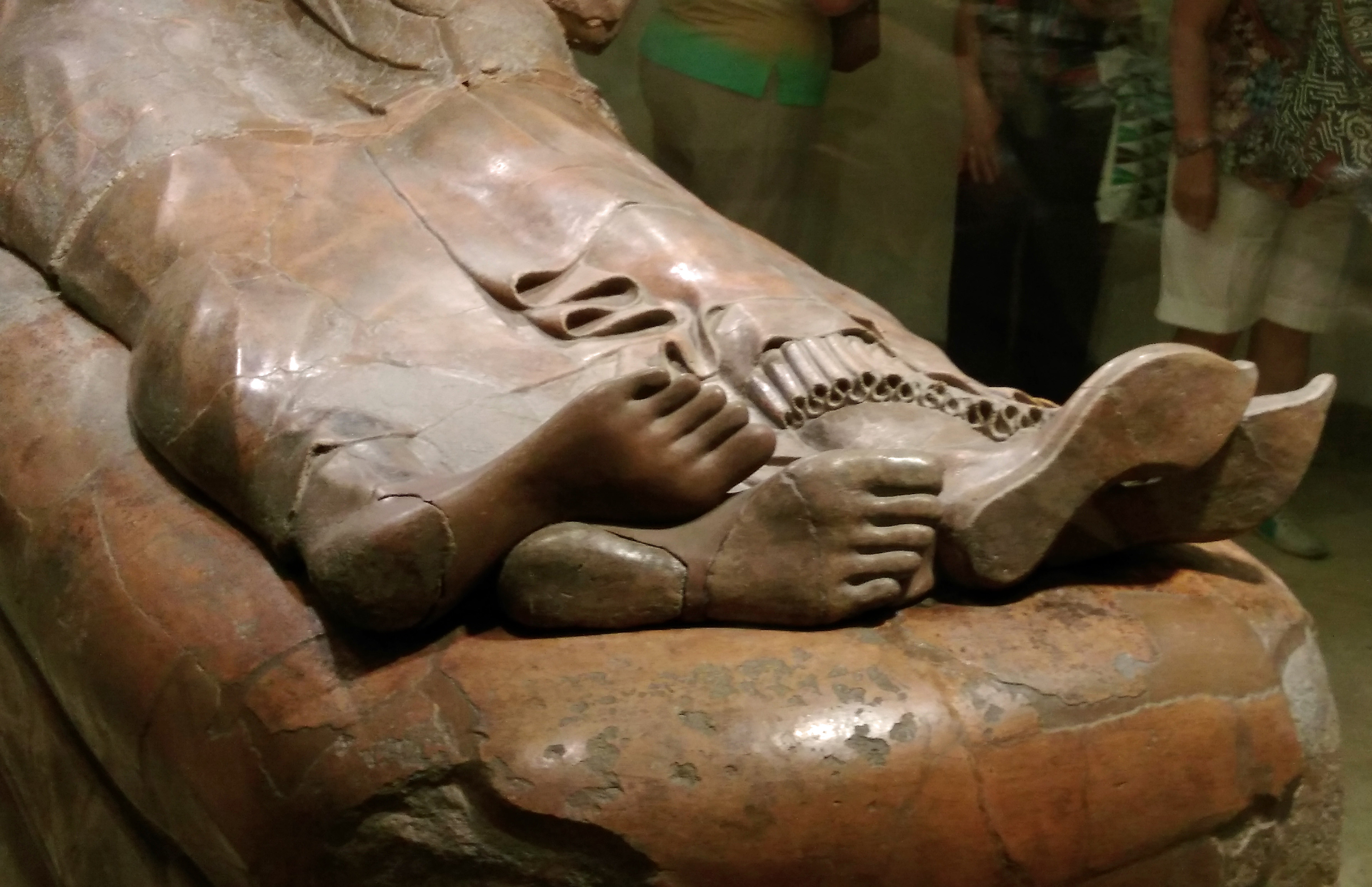
Detalle de los pies

En esta escultura apenas hay movimiento, ya que los escultores de esa época no habían conseguido crear ese efecto, a esto lo llamamos hieratismo, si observamos los rostros cuentan con una sonrisa arcaica, es decir, no hay expresión. Lo mismo le pasa al cabello, no tiene movimiento, es plano y apenas tiene volumen.
La escultura está hecha en terracota que en su tiempo pudo estar pintada. Las obras de arte en terracota eran el estándar para decorar la superestructura de los templos etruscos y los talleres de coroplástico (terracota) que producían estas esculturas solían mostrar un alto nivel de logros técnicos. Esto se debe, en parte, al hecho de que en la Italia arcaica se desconocían las fuentes de mármol.

## Yacimiento
El sarcófago, que originalmente habría contenido restos humanos cremados, fue descubierto durante el transcurso de las excavaciones arqueológicas en la necrópolis de Banditaccia de la antigua Caere durante el siglo XIX y ahora se encuentra en Roma.
En esta tumba fueron descubiertos varios fragmentos de jarrones corintios y más de cuatrocientos fragmentos de terracota en los que estaba fragmentado el sarcófago “de los esposos”.

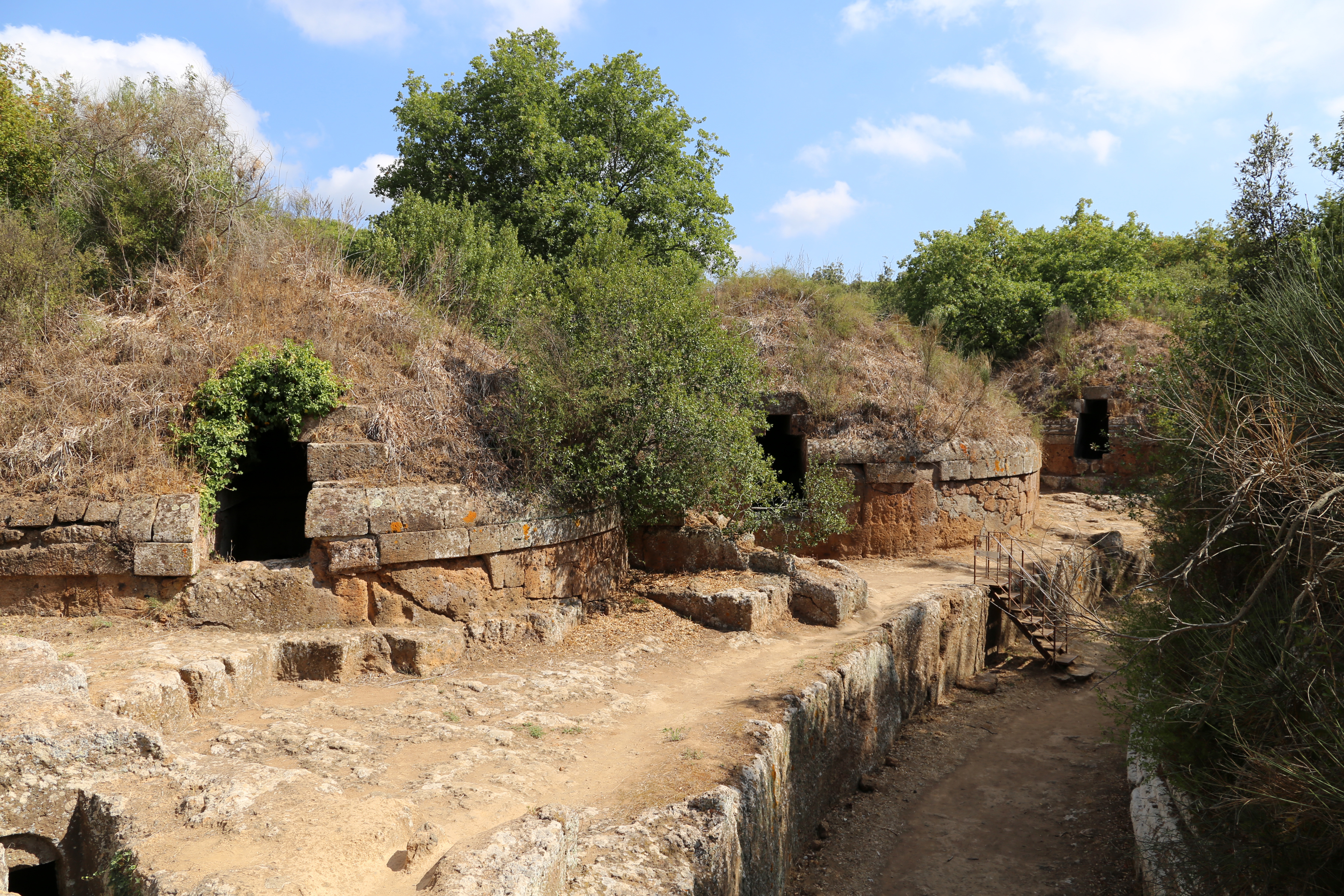
Necrópolis de Banditaccia (Cervati) tumbas de túmulo,

Los fragmentos fueron depositados en un almacén del palacio del príncipe Ruspoli y, posteriormente, analizados e identificados por Felice Bernabei (1842-1922) fundador del Museo Nazionale Etrusco di Villa Giulia, quien se los adquirió a Ruspoli el 9 de octubre de 1893 por 4.000 liras para el Museo Etrusco.
La arquitectura generalmente por parte de los etruscos demuestra una gran maestría técnica que se diferencia parcialmente de la romana. En la cuestión de religión van a usar estructuras túmulos con interiores ultraterrenales: una especie de derivación de las estructuras megalíticas. Predomina en estos cementerios el afán por conseguir mostrar la faceta cotidiana del ciclo de la vida. 
Las necrópolis se ven como vecindarios de casas funerarias, decoradas en su interior como cocinas, viviendas en los que se celebran simposios.

## Significado social y cultural
Este sarcófago es una de las obras etruscas más emblemáticas, ya que refleja aspectos importantes de la civilización antigua como la igualdad de género y los vínculos familiares y funerarios. La representación de la pareja reclinada en un banquete, es una escena que no sólo tiene un significado funerario, sino que también revela las costumbres sociales y culturales etruscas.
Aunque no es posible identificar a la pareja del sarcófago, es probable que perteneciera a la élite de la sociedad etrusca de Caere, una clase privilegiada que tenía acceso a importantes ritos y rituales funerarios. Gracias a la calidad artística del sarcófago y por la escena del banquete, costumbre típica de la clase alta, revelan la riqueza y el estatus social de la pareja. Algunas investigaciones sugieren que la pareja era miembro de una familia aristocrática, ya que las tumbas etruscas suelen tener inscripciones que reflejan los lazos familiares y el orgullo por su estatus social.

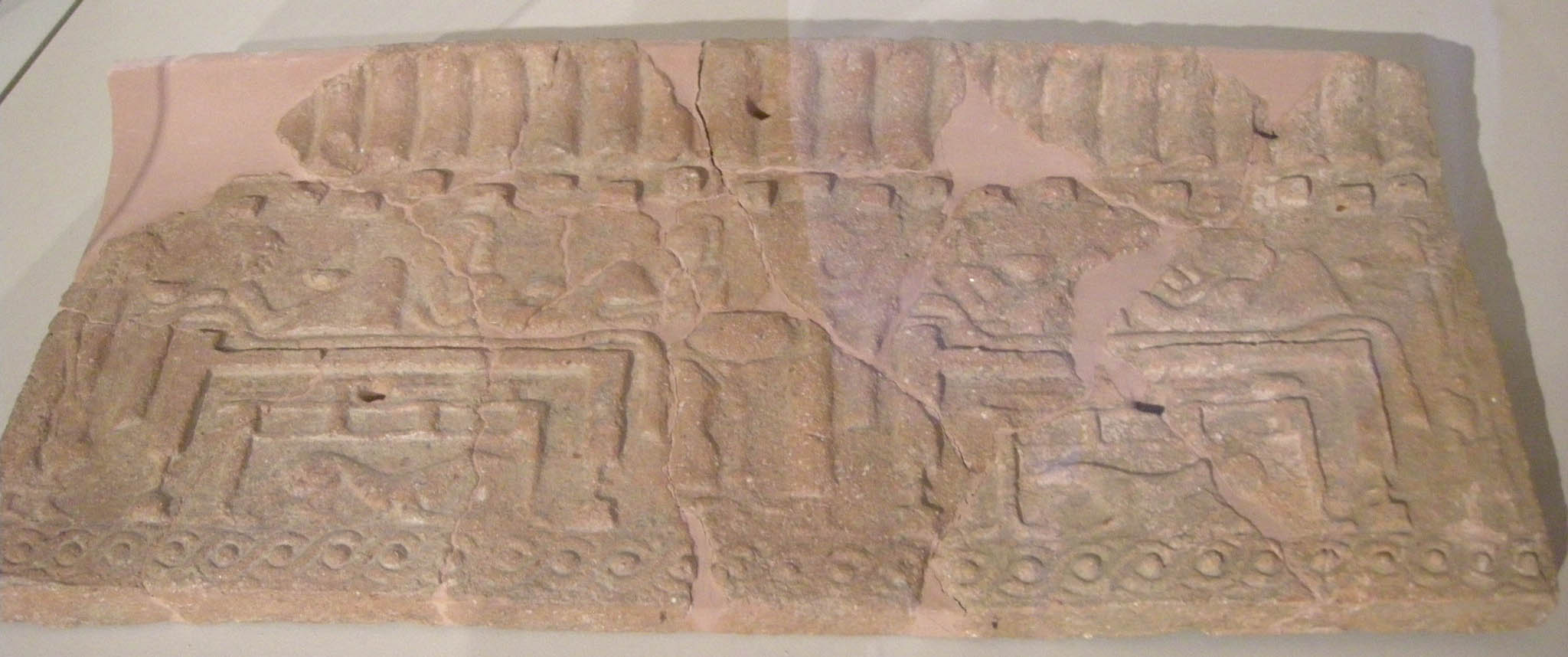
Placa para el banquete

La celebración del banquete en el sarcófago no es sólo una escena de la vida cotidiana, sino también un reflejo de la importancia del ritual de la fiesta en la cultura funeraria etrusca. Se representa a la pareja relajándose y compartiendo el momento como iguales. A diferencia de otras civilizaciones, como la griega, donde la mujer estaba relegada al ámbito doméstico y rara vez participaba en actos sociales públicos, la mujer etrusca comparte protagonismo con su esposo. El hecho de que estuvieran en la misma posición sugiere que ocupaban el mismo lugar en la vida doméstica y pública participando activamente en la vida política y religiosa.
Este sarcófago subraya la importancia de los lazos familiares, que eran un rasgo central de la sociedad etrusca. La representación de la pareja en un momento de intimidad y cercanía indica que el matrimonio tenía un significado simbólico en la vida y en la muerte. La forma en que se representan, con sus gestos afectuosos, enfatizan su vínculo emocional. Estas representaciones refuerzan la idea de que la vida después de la muerte no era solitaria, sino compartida con la persona amada, como se observa en las tumbas etruscas